# Hidrovia Paraguai-Paraná
A Hidrovia Paraguai-Paraná é uma hidrovia que envolve os cinco países da bacia do Rio da Prata: Bolívia, Brasil, Paraguai, Uruguai e Argentina.

## Projeto
Seu projeto originalmente prevê a execução de centenas de obras de intervenção pontuais de dragagens, derrocamento, retificação de curvas (aumentando o raio) em diversos pontos dos leitos dos rios Paraná e Paraguai.
O projeto é considerado polêmico pela sociedade pois falta uma avaliação mais detalhada dos impactos socioambientais, como determina a legislação ambiental brasileira. Também há muitos interesses conflitantes e a sociedade desconhece a fundo as consequências do projeto. Atualmente o projeto se encontra parado pela Justiça Federal em uma ação da Promotoria de Justiça do Meio Ambiente de Mato Grosso e é considerado também uma vitória do movimento socioambiental, que há anos tenta impedir um projeto que é considerado camuflado, com obras isoladas e licenciamentos ambientais dos dois estados.

## Trajeto
A hidrovia começa no município de Cáceres, no Mato Grosso, e atravessa 4.122 quilômetros até Nueva Palmira, no Uruguai. É uma via fluvial que percorre cinco países: Argentina, Bolívia, Brasil, Paraguai e Uruguai, passando pelas cidades de Corumbá e Assunção. Sua intenção era permitir o tráfego de barcaças 24 horas por dia, 7 dias por semana e 365 dias do ano. Pela região passam enormes comboios que percorrem suas águas, transportando soja, trigo, minérios, combustíveis e madeira. Mas as curvas são muitas e bem acentuadas. No tempo da seca, bancos de areia surgem do nada, como icebergs, dificultando a navegação.

## História
A via funciona desde a época da chegada dos portugueses ao território brasileiro, mas há indícios de que tenha sido desbravado antes. Foi pelo rio Paraguai que os espanhóis desbravaram o interior do continente, a partir do rio da Prata.
Em 1856 é permitida a navegação no porto de Ladário. A partir daí a cidade sofre influência dos países do prata, herdando grande parte de seus costumes e hábitos, e no caso dali foi mais fácil, pois a cidade era isolada geograficamente. Até o ano de 1914, para ter acesso a qualquer parte do Brasil, os corumbaenses não tinham outra opção senão o Rio da Prata, sendo obrigada a passagem por Assunção, Buenos Aires ou Montevidéu.
A hidrovia começou a ser concebida nos anos 1980 como um megaprojeto com grandes impactos econômicos, sociais e ambientais e foi bastante questionado pela sociedade e com isso não foi adiante, sendo arquivado pouco tempo depois.
Em 2002, após decisão judicial, foi necessário um novo Estudo de Impacto Ambiental e Relatório de Impacto ao Meio Ambiente (EIA/RIMA) que foi feito considerando todo o trecho da hidrovia. Na época a justiça também determinou que o licenciamento ambiental para que a hidrovia comece a operar fosse analisado pelo Instituto Brasileiro do Meio Ambiente e dos Recursos Naturais Renováveis, órgão federal.